# Психоз 4.48
«Психоз 4.48» (англ. 4.48 Psychosis) — последняя пьеса британского драматурга Сары Кейн. Эта пьеса впервые была поставлена в театре «Ройал-Корт» 23 июня 2000 года под руководством Джеймса Макдональда, почти через полтора года после смерти Сары Кейн 20 февраля 1999 года. В пьесе нет явных персонажей или режиссуры, сценические постановки пьесы сильно варьируются, поэтому в спектакле участвуют от одного до нескольких актёров, в оригинальной постановке фигурировали три актера. По словам друга и товарища Кейн Дэвида Грейга, название пьесы происходит от времени 4:48 утра, когда Кейн, в подавленном состоянии, часто просыпалась.

## Тематика
Пьеса обычно интерпретируется как выражение переживания большого депрессивного расстройства, от которого страдала Кейн. Она покончила с собой вскоре после написания пьесы, еще до её первоначального исполнения. Вместо того чтобы утверждать, что пьеса пытается охватить депрессию в целом, было бы более справедливым сказать, что это очень субъективное представление депрессии, дающее аудитории представление об одном конкретном случае (или, возможно, обеспечивающее специфику в нескольких отдельных случаях), но в то же время отражающее психическое состояние, явно отделённое от самой Кейн.
Созерцание и обсуждение этого вопроса самоубийства имеют большое значение, и хотя нет строгого повествования или временной шкалы, некоторые вопросы и события четко рассматриваются: принятие решения о том, следует ли принимать лекарства для лечения депрессии, желания депрессивного ума, последствия и эффективность лекарств, самоповреждение, самоубийство и возможные причины депрессии. Другие темы, которые проходят через всю пьесу, в дополнение к депрессии, — это темы изоляции, зависимости, отношений и любви, но они становятся агрессивными, а затем бессильными.

## Форма
«Психоз 4.48» состоит из двадцати четырёх частей, которые не имеют определённой установки, персонажей или режиссуры, а только включают в себя продолжительность молчания. Его язык варьируется между диалогами, исповедями и созерцательными поэтическими монологами, напоминающими шизофрению, расширение стиля, который Кейн разработала в Crave, где она начала значительно выходить за форму и содержание.
Однако здесь стирание языка напрямую связано с депрессией и психозом. Некоторые образы повторяются в сценарии, в частности, «люк открывается, яркий свет», повторяющийся мотив в пьесе есть «серийные семёрки», которые включают обратный отсчёт от ста до семи, прикроватный тест, часто используемый психиатрами для проверки потери концентрации или памяти. Ближе к концу пьесы текст становится всё более редким, подразумевая, что говорящий отходит от мысли о самоубийстве и всё больше перестаёт существовать.

## Приём
«Психоз 4.48» разделяет мнения критиков и зрителей из-за предмета пьесы и последующего самоубийства Сары Кейн, некоторые критики испытывали трудности в различении пьесы от реальности жизни Кейн. Майкл Биллингтон из газеты Guardian задал вопрос: «Как, чёрт возьми, присуждать эстетические баллы 75-минутной предсмертной записке?»? Чарльз Спенсер из The Telegraph сказал: «Невозможно не рассматривать это как глубоко личный вопль боли». Дэвид Грейг рассматривал пьесу как «возможно, исключительно болезненную в том смысле, что она была написана с почти несомненным знанием того, что она будет поставлена посмертно».

## Адаптации
На Эдинбургском международном фестивале 2008 года польской театральной труппой «TR Warszawa» была показана получившая высокую оценку критиков экранизация пьесы в переводе на польский язык с английскими субтитрами. В постановке снялась польская киноактриса Магдалена Целецкая, а также ряд других исполнителей из Варшавы во второстепенных ролях. Это было возрождение более ранней постановки пьесы «TR Warszawa», поставленной в Варшаве.
В 2003 году была успешная постановка в Бразилии, которая шла в течение шести месяцев подряд в Сан-Паулу, а также привлекла внимание СМИ игнорированием гендерного аспекта, так как роль исполнил актёр-мужчина Луис Пяэтов; за ней последовали и другие бразильские постановки. Индийский режиссёр Арвинд Гаур поставил эту пьесу как шоу одной женщины с британской актрисой Рут Шеард в 2005 году.
Оперная адаптация этой пьесы, заказанная Королевской оперой и написанная британским композитором Венейблс, Филипп, была поставлена в лирическом Хаммерсмите в 2016 году. Постановка была одобрена братом Сары Кейн и получила признание критиков.